# Учитель Идеал
«Учитель Идеал» (чеш. «Kantor Ideál») — чехословацкая чёрно-белая кинокомедия, снятая режиссёром Мартином Фричем в 1932 году.
Премьера состоялась 23 сентября 1932 года.

## Сюжет
Успешная ситуационная комедия о трудностях молодого учителя средней школы.
В женской гимназии начинает работать новый преподаватель, застенчивый и старомодный Карел Сухий. Он сразу же становится объектом насмешек своих учениц из 7-го класса. Особенно часто со стороны старшеклассницы очаровательной и легкомысленной Веры Матысовой — племянницы хозяйки дома, в котором он снимает квартиру. Однажды Вера спорит с другими ученицами, что поцелуется с новым учителем… Карел Сухий начинает интересоваться Верой, но его беспокоит флирт девушки с владельцем имения и замка Карелом Домином.
В фильме звучат песни композитора Яры Бенеш на слова Ярослава Моттла и Карела Ламача.

## В ролях
- Анни Ондра — Вера Матысова, старшеклассница
- Карел Ламач — Карел Сухий, учитель
- Теодор Пиштек — директор школы
- Оскар Марион — Рудольф Юнек, бухгалтер
- Ян Шпиргер — школьный учитель
- Йозеф Шваб-Малостранский — школьный учитель
- Антония Недошинская — хозяйки дома, тетка Веры Матысовой
- Валентин Шиндлер — Ечминек, школьный дворник
- Ченек Шлегл — Карел Домин, владелец замка
- Ярослав Марван — однокурсник Карела Сухого
- Ладислав Хеммер — однокурсник Карела Сухого
- Наташа Голлова —школьница
- Дарья Хайска — школьница
- Светла Свозилова